# 達格納姆東站
達格納姆東站（英語：Dagenham East tube station）是倫敦地鐵的一個車站，位於巴金-達格納姆區的達格納姆地區。達格納姆東是區域線的車站，位於倫敦第5收費區。